# I Have a Dream

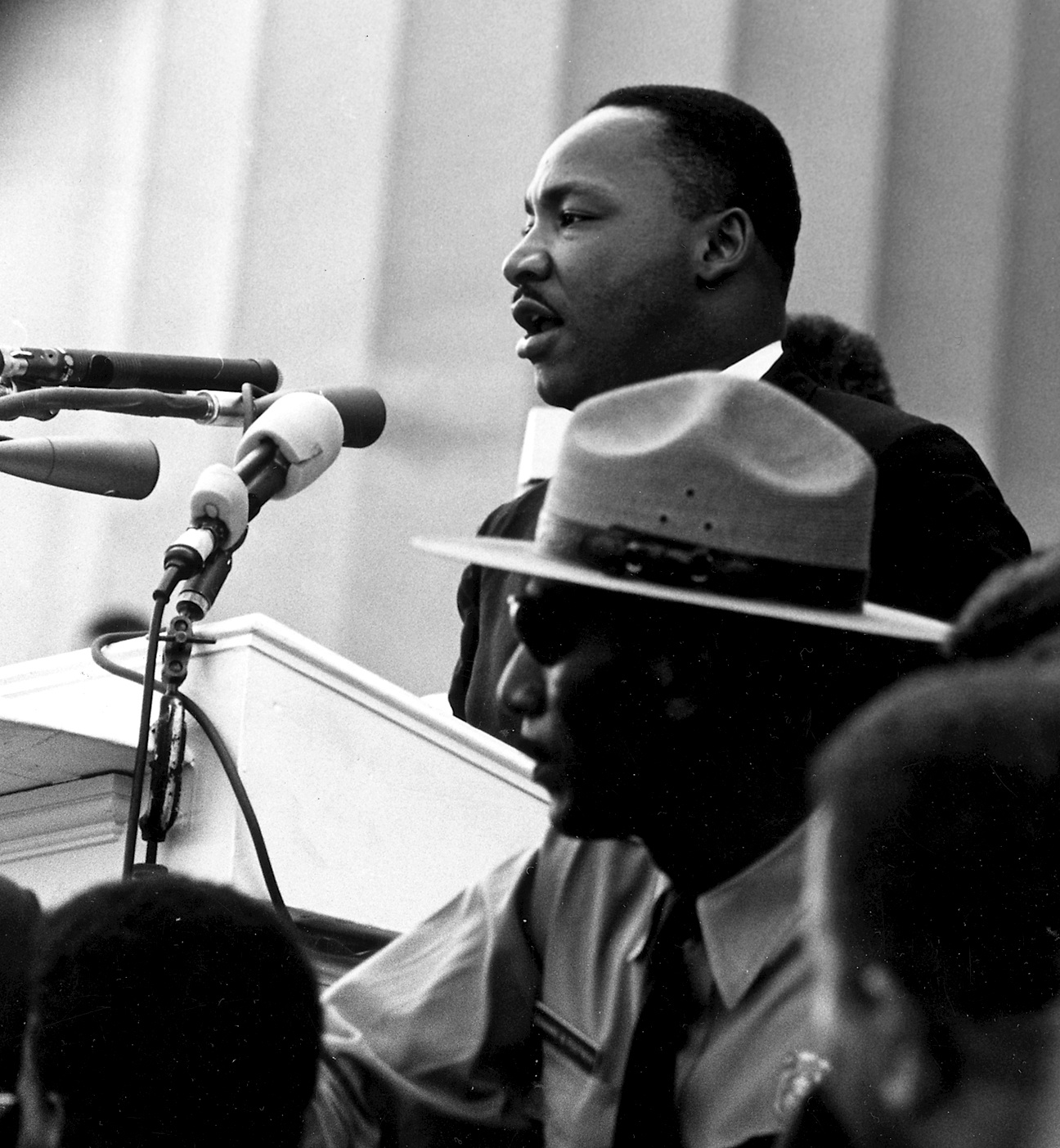
Martin Luther King podczas przemówienia

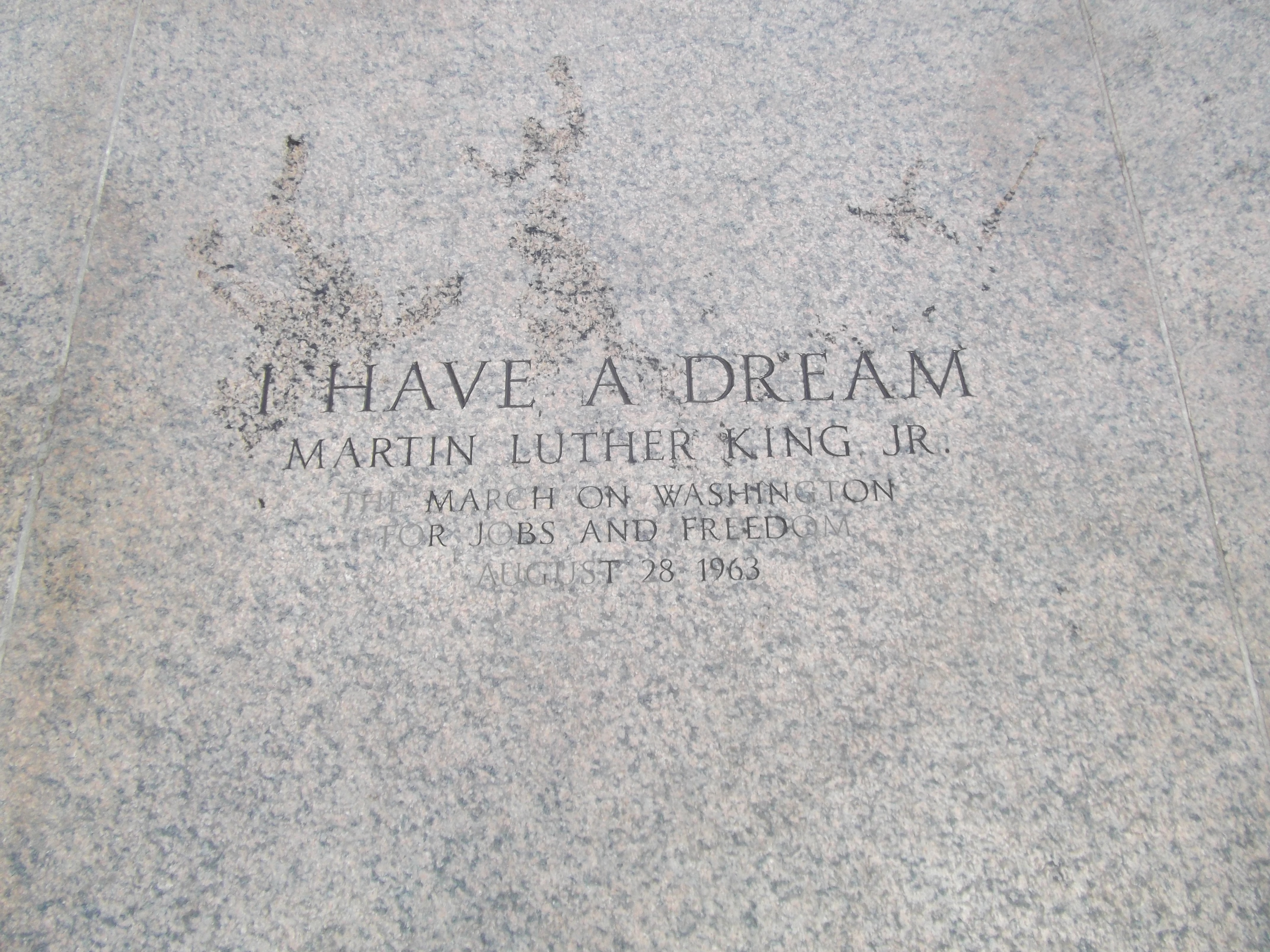
Tablica pamiątkowa

I Have a Dream (pol. Mam marzenie) – historyczne przemówienie lidera ruchu praw obywatelskich Martina Luthera Kinga, wygłoszone 28 sierpnia 1963 roku.
Przemówienie to miało miejsce po zakończeniu Marszu na Waszyngton, w którym wzięło udział około 250 tysięcy osób. Pastor zawarł w niej słowa:

Miałem sen, że pewnego dnia na czerwonych wzgórzach Georgii synowie byłych niewolników i synowie byłych właścicieli niewolników usiądą razem przy stole braterstwa

We wstępie podkreślił, że on i słuchacze znajdują się pod pomnikiem Abrahama Lincolna, który sto lat wcześniej podpisał proklamację znoszącą niewolnictwo, a także że już w Deklaracji Niepodległości zawarto zapis o równości rasowej. Zawarł także odniesienie do Gandhiego przestrzegając przed agresją i nakłaniając do taktyki biernego oporu. W kolejnej części nakreślił historię czarnych obywateli i różnice wynikające z istniejących uprzedzeń i segregacji rasowej. Ponadto, zgodnie z nauczaniem baptystów zaznaczał optymistyczną wiarę w poprawę sytuacji, powtarzając frazę I have a dream. Nawiązał także do ówczesnych wydarzeń w miastach i podkreślił, że jedyną szansą na zakończenie rozruchów jest przyznanie Afroamerykanom pełni praw obywatelskich. Na zakończenie podsumował przemówienie słowami:

Wszystkie dzieci Boga, czarni i biali, Żydzi i nie-Żydzi, protestanci i katolicy, wezmą się za ręce i zaśpiewają słowa starej pieśni religijnej „Nareszcie Wolni! Nareszcie Wolni! Dzięki Bogu wszechpotężnemu, jesteśmy nareszcie wolni!”

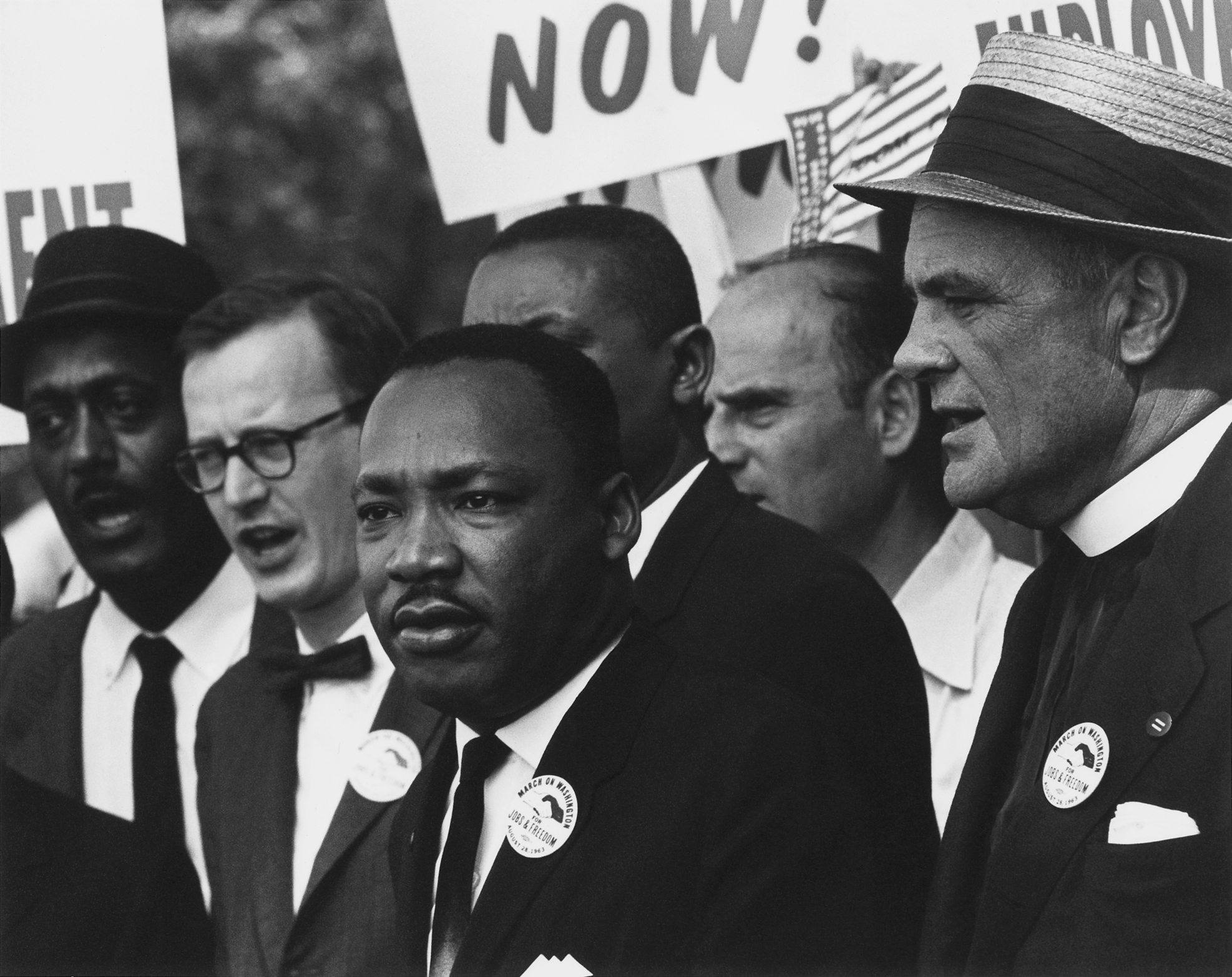
Martin Luther King, Jr. w czasie marszu na Waszyngton w 1963 roku podczas którego wygłosił swoje słynne przemówienie I Have a Dream wzywające do zniesienia dyskryminacji rasowej w Stanach Zjednoczonych.

Słowa te miały być nawiązaniem do XIX-wiecznej idei Objawionego Przeznaczenia, które może się ziścić tylko w przypadku równouprawnienia i wdrożeniu desegregacji rasowej.
Legenda mówi, że King odszedł od przygotowanego wcześniej tekstu i zaczął prowadzić spontaniczne przemówienie, jednak podobną treść zawierała już jego mowa z czerwca 1963 roku. Przemówienie to weszło do klasyki oratorstwa amerykańskiego, a badacze z uniwersytetu w Wisconsin uznali je za najlepszą mowę publiczną XX wieku.
Oracja była transmitowana przez stacje telewizyjne ABC, NBC i CBS. Propagując ideę biernego oporu, walnie przyczyniła się do tego, że Martin Luther King otrzymał Pokojową Nagrodę Nobla w 1964 roku.